# Ion C. Inculeț
Ion Constantin Inculeț (în rusă Ион (Иван) Константинович Инкулец) (n. 5 aprilie 1884, Răzeni, Gubernia Basarabia, Imperiul Rus, astăzi în Republica Moldova;  d. 18 noiembrie 1940, București, România) a fost un om politic român, președintele Sfatului Țării al Republicii Democratice Moldovenești, ministru, membru titular (din 1918) al Academiei Române.
Este înmormântat în Biserica Sfântul Ioan Botezătorul din Bârnova, aflată la periferia municipiului Iași.
A fost căsătorit cu principesa Roxana Cantacuzino.
Din căsătorie au rezultat Ion I. Inculeț, Doctor Honoris Causa al Universității Western Ontario (Canada), consultant al NASA,  Membru de onoare al Academiei Române, director al centrului de electrostatică aplicată al Universității Western Ontario, și fratele acestuia, George I. Inculeț.

## Biografie
Ion Inculeț s-a născut la 5 aprilie 1884 în satul Răzeni, în ceea ce urma să devină județul interbelic Lăpușna (cislita-prut), în familia lui Constantin și Maria Inculeț. A absolvit școala primară în satul natal, iar în anul 1894 a fost admis la Școala teologică din Chișinău, subordonată Seminarului teologic pe care a absolvit-o cu note foarte bune, obținînând dreptul de a se înscrie la Seminar. A studiat în același an cu viitorii deputați și demnitari de stat Vasile Bârcă și Pantelimon Erhan. A optat pentru o facultate de științe exacte și s-a înscris într- adevăr la facultatea de fizică și matematică a Universității Dorpat, însă după un an de studii s-a transferat la Universitatea Imperială din Petersburg, facultatea de fizică și matematică, pe care a aboslvit-o cu diplomă de gradul I. A avut recomandare pentru profesorat. În anii studenției la Petersburg, din inițiativa sa, este creată asociația studenților basarabeni din Petersburg. După absolvirea universității a concurat cu succes la postul de privat-docent și a lucrat la mai multe școli private din Petersburg, predând fizica, matematica și astronomia. În anul 1917 a fost deputat în Sovietul din Petrograd din partea Partidului Socialist Revoluționar.
Constantin Argetoianu îi face următorul portret, la prima lor întâlnire, din luna martie 1918 de la Iași: „Inculeț mi s-a arătat ce era, de la prima întâlnire, o râmă, în neantul căreia un făcător de minuni umflase un stomac și proiectase o pereche de urechi și un nas formidabil, un nas menit să miroase la distanță și să descurce în tufișul vieții poteca cea bună.”
În aprilie 1917 a revenit în Basarabia, ca emisar al președintelui Guvernului Provizoriu Alexandr Kerenski, în fruntea unui grup de 40 de basarabeni, studenți și profesori din Petrograd, cu scopul de a adânci cuceririle Revoluției din Februarie. A fost ales deputat în  primul parlament al Basarabiei, „Sfatul Țării”, împreună cu alți basarabeni veniți din Petrograd, din partea deputaților-țărani. Inițial concepția politică a lui Inculeț era una de transformări politice în cadrul unei Rusii democratice și înnoite. Însă, după preluarea puterii la Petrograd de către bolșevici prin putch-ul din octombrie, Inculeț a evoluat spre alianța cu România. La 21 noiembrie 1917 a fost ales Președinte al Sfatului Țării. La 6 ianuarie 1918 a avut loc tentativa de preluare a Puterii la Chișinău de către bolșevici iar Ion Inculeț și Pantelimon Erhan trimit o telegramă la Iași prin care cer să fie retrasă Armata Română din Basarabia. Este acuzat de Blocul Moldovenesc, împreună cu Pantelimon Erhan și Gherman Pântea, de atitudine pro-rusă, ultimii doi dându-și demisia. La 24 ianuarie Sfatul Țării a proclamat cu majoritate de voturi independența Basarabiei față de Rusia, iar la 27 martie 1918 a proclamat cu majoritate de voturi Unirea cu România, în condițiile în care FrontOtdel-ul și alte fracțiuni minoritare îi cereau parlamentului insistent să păstreze legătura cu Rusia.
Gherman Pântea, fost ministru în Guvernul Republicii Democratice, și viitor primar al Odesei caracterizează astfel activitatea lui Inculeț:
„La 21 noiembrie 1917 se deschide Sfatul Țării, organ care avea să  vorbească în numele Basarabiei și să decidă soarta ei. Președinte al acestui parlament a fost ales în mod unanuim Ion Inculeț. El întrunea toate calitățile pentru a ocupa această mare demnitate: era calm, abil, împăciuitor, și mai cu seamă extrem de răbdător. (...) Inculeț în toate  împrejurările a dovedit un calm desăvârșit și sânge rece. Nici o hotărâre pripită, nici un pas nechibzuit. Se apropia ziua cea mare - ziua Unirii - însă Inculeț se gândea la soarta țăranului. Adeseori spunea: „Dacă Dumnezeu ne va ajuta ca odată cu Unirea să rezolvăm și radical și reforma agrară, adică să dăm pământ țăranilor, voi fi cel mai fericit om”.”
După Unire Ion Inculeț a fost ministru al Basarabiei, ministru al sănătății publice, ministru de interne, ministru al comunicațiilor și vice-președinte al Consiliului de miniștri în Guvernul României, condus de Ion Gh. Duca (1933-1937). 
În anul 1940, referindu-se la soarta Basarabiei și Unirea din 1918, el spunea:
„Basarabia a fost smulsă din din trupul Moldovei prin forță, cu călcarea oricărui drept și a oricărei dreptăți, în anul 1812. Autonomia promisă la anexare, cu păstrarea limbei române în toate dregătoriile, a fost degrabă retrasă. Basarabia fiind încetul cu încetul transformată într-o simplă gubernie rusească. O sută de ani a durat prigonirea de către Rusia țaristă - o sută de ani a durat cu dârzenie rezistența acestui minunat popor moldovean dintre Prut și Nistru pentru conservarea limbei, pentru păstrarea ființei naționale. Niciodată în cursul acestui veac nu s-a stins focul sfânt al conștiinței naționale. Și odată ce împrejurările deveneau favorabile, acest foc se transforma în flacără, care mistuia cât putea mai mult din piedicile ce erau puse la în calea Unirei cu toți românii.”
La 10 octombrie 1918 Inculeț a fost ales membru al Academiei Române la recomandarea lui Petru Poni.
Inculeț s-a stins din viață în urma unui atac de cord în seara de 19 noiembrie 1940. Există unele ipoteze conform cărora Inculeț, de fapt, s-ar fi sinucis, neputând accepta pierderea Basarabiei de către România. La înmormântare a ținut un discurs Vasile Bârcă, care a spus: 
„Ceea ce caracterizează îndeosebi viața și opera lui Ion Inculeț este modestia și blândețea lui nesfârșită, temeinica sa pregătire, însoțită de tactul și calmul ce-l caracterizează și, mai presus de toate, calda lui iubire de popor, de țară, și de Basarabia lui natală, pe care a iubit-o cu toate puterile minții și sufletului său.”
Inculeț a fost căsătorit cu Roxana Cantacuzino-Bașotă. A avut doi fii: George, inginer-constructor, decedat de cancer în străinătate, și Ion, electrotehnician, care a fost profesor universitar în Canada la Universitatea Western Ontario din London, Ontario.

## Publicații
- Lucrări de popularizare a fizicii și astronomiei în revista Naucinoie Obozrenie, Sankt-Petersburg (1911-1916)
- Spațiul și timpul în noua lumină științifică (București, 1920);
- Ma première rencontre avec Saint Aulaire (1930) -  în limba franceză;
- U.R.S.S. (București, 1932).
- O revoluție trăită / Ion Inculeț. [alcătuire, Ruxandra Mihăilă]. Chișinău : Universitas, 1994.